# Bundari
Qiwam al-Din al-Fath ibn Ali ibn Muhammad al-Bundari al-Isfahani (in arabo قوام الدين الفتح إبن علي محمد البنداري الإصفهاني‎?), comunemente noto come Bundari (in arabo بنداري‎?) o al-Bundari (in arabo البنداري‎?) (... – dopo il 1241/1242), è stato uno scrittore persiano noto per aver tradotto in arabo il poema epico persiano dello Shāh-Nāmeh.
Le uniche informazioni inerenti alla sua vita sono contenute nei suoi testi. Molto probabilmente proveniva da una famiglia importante, per cui il suo nisba "Bundari", a causa del legame della famiglia con l'importante carica amministrativa di "bundar".
Bundari nacque e crebbe nella città di Esfahan, situata nell'Iraq persiano (Irāq-i Ajam), una regione corrispondente alla parte occidentale dell'Iran. Gli storici moderni al-Ziriklu e Jalili affermano che nacque nel 1190, ma l'iranologo Azartash Azarnoosh lo considera incerto. Bundari appartenne a una delle tante élite persiane che resero il loro Paese instabile all'inizio del XIII secolo. Nel 1223, pare soggiornò a Damasco, in Siria, dove godeva del patrocinio del sovrano ayyubide al-Mu'azzam Isa (al potere dal 1198 al 1227). È a lui che Bundari dedicò il grosso del suo lavoro. Molto probabilmente Bundari lasciò Damasco dopo la morte di al-Mu'azzam Isa nel 1227, forse tornando a Esfahan, che era governata dall'impero corasmio. Un'altra possibilità è che si fosse recato a Baghdad, dove risulta essere stato nel 1241/1242.
Bundari è noto anche per aver scritto altre due opere, il Sana al-Barq al-Shami e Zubdat al-nuṣra wa nukhbat al-usra.